# ...Baby One More Time Tour
...Baby One More Time Tour je prva koncertna turneja ameriške pevke Britney Spears. S turnejo je promovirala svoj prvi glasbeni album, ...Baby One More Time, in obiskala Združene države Amerike ter Kanado. Turnejo je Britney Spears potrdila marca 1999, že v mesecu dni pa so izdali tudi datume koncertov. Za sponzorja so izbrali Tommyja Hilfigerja. Dodatek k turneji, imenovan Crazy 2K, v sklopu katerega so organizirali še več koncertov, so potrdili decembra tistega leta. Dodatek sta sponzorirali podjetji Got Milk? in Polaroid Corporation. Koncept in kostume s turneje je oblikovala Britney Spears. Na začetku turneje Crazy 2K so spremenili tudi izgled odra in v nastope vključili več pirotehnike.
Koncert je sestavljalo več delov, pred vsakim nastopom pa so predstavili še uvod v slednjega, končal pa se je z zaključkom. Na turneji so izvajali pesmi z albuma ...Baby One More Time ter različice pesmi drugih glasbenikov. Na dodatku, Crazy 2K, so premierno izvedli tudi nekatere pesmi iz albuma Oops!... I Did It Again. Glasbeni kritiki so ji dodelili v glavnem pozitivne ocene. Med turnejo so Britney Spears obtožili, da na koncertih ne poje v živo, sama pa je kasneje te govorice zanikala. Nekatere izmed koncertov je tudi posnelo in izdalo podjetje Fox Broadcasting Company. Posnetke turneje so kaseje izdali tudi preko DVD-ja, naslovljenega kot Live and More!.

## Ozadje
5. marca 1999 so sporočili, da Britney Spears načrtuje svojo prvo samostojno koncertno turnejo, s katero bo promovirala svoj prvi glasbeni album, ...Baby One More Time (1999). Kmalu za tem so potrdili tudi, da se bo turneja pričela julija tistega leta. 12. maja 1999 je Tommy Hilfiger potrdil, da bo sponzoriral turnejo. V tistem času je Britney Spears z njim sodelovala tudi pri kampanji »AllStars«. Tommy Hilfiger je o njej povedal:
Moja strast do glasbe je bila velikokrat inspiracija za moje oblikovanje. Letos sem glasbo resnično postavil v ospredje vseh svojih izdelkov. Britney predstavlja duha kavbojk Tommy Jeans in danapnjo mladino. Ne morem si zamisliti boljšega načina za nadaljevanje letošnjega leta tako, da bi sponzoriral eno izmed dandanes najpopularnejših mladih glasbenic.
Za sekundarni sponzor so izbrali podjetje Nestlé, vendar je slednje pogodbo potem, ko je Britney Spears skupaj z Davidom LaChapelleom za revijo Rolling Stone posnela nekaj provokativnih fotografij, preklicalo. Datume koncertov so 9. aprila tistega leta oznanili preko podjetja Pollstar, turneja sama pa se je pričela 28. junija 1999 na Pompano Beachu, Florida. Mnoge koncerte so dodali ali pa spremenili njihove datume, tako da je izpopolnjen urnik turneje izšel šele dva meseca kasneje. 17. decembra 1999 je Britney Spears med premiero videospota za pesem »From the Bottom of My Broken Heart« v oddaji Total Request Live oznanila, da bodo marca 2000 priredili še nekaj koncertov v Združenih državah Amerike. Z dodatkom k turneji, imenovanim Crazy 2K Tour, naj bi napovedala svojo prihajajočo prvo svetovno turnejo. Turnejo je sponzoriralo podjetje Got Milk?. Medijski režiser Peter Gardiner je razložil: »Britney zna magično ravnati z najstniškimi dekleti in zaradi tega je absolutna tarča mleka.« Britney Spears je posnela nekaj kampanjskih oglasov, ki so jih predvajali še preden se je turneja pričela. Za sekundarnega sponzorja turneje so izbrali podjetje Polaroid Corporation.

## Razvoj
Britney Spears je za kanal CNN povedala o svoji vpletenosti v razvoj turneje, kjer je povedala, da je celotno turnejo, tudi kostume in koncept, oblikovala sama. Sodelovala je tudi z modno oblikovalko Gio Ventola, s katero je sodelovala pri izdelavi kostumov za plesalce. Oder je bil preprost, imel je samo en glavni rekvizit, in sicer stopnice, postavljene na sredino. Na obeh straneh stopnic je bilo postavljenih pet članov banda. Nastopilo je tudi šest plesalcev, ki so na oder prišli med plesnimi točkami. Na turneji je Britney Spears zapela osem pesmi iz svojega debitantskega albuma ter več lastnih različic pesmi, ki so jih v originalu zapeli drugi znani glasbeniki. Leta 2000 so organizirali še dodatek k turneji, kjer je bil oder podoben tistemu v originalu, le nekoliko razkošnejši. Vključili so tudi več posebnih efektov, vključno z dimom in ognjemeti, ki so izbruhnili sredi koncerta. Med koncertom se je v ozdaju pojavila tudi ogromna projekcija, na kateri se je prikazalo ogledalo iz pravljice Sneguljčica. Na turnejo so vključili tudi mehanično čarobno preprogo, na katero je Britney Spears sedla in poletela nekaj metrov nad občinstvom. Britney Spears se je na odru pridružilo še osem spremljevalnih plesalcev. Med koncertom se je petkrat preoblekla. Seznam pesmi je sestavljalo devet pesmi, sedem iz njenega debitanstkega glasbenega albuma, dve pa iz njenega takrat prihajajočega albuma Oops!... I Did It Again (2000).

## Povzetek koncertov
Koncert se je pričel s plesno točko, v kateri so se predstavili Britney Spears in plesalci. Kmalu za tem se je pevka pojavila na vrhu stopnic in oblečena v rožnat top in bele hlače z rožnatimi zaplatami zapela pesem »(You Drive Me) Crazy«. Med nastopom s pesmijo »Soda Pop« je plesala in vzpostavila stik z občinstvom, po tej točki pa je odšla v zaodrje, kjer se je preoblekla, medtem pa so njeni spremljevalni plesalci nadaljevali s plesanjem. Nato je sedla na stopnice in zapela pesmi »Born to Make You Happy« ter »From the Bottom of My Broken Heart«. Koncert se je nadaljeval s plesno točko, med katero je Britney Spears izvedla Madonnino pesem »Vogue«, med katero je Madonno in Janet Jackson označila za svoji največji inspiraciji. Nato je izvedla svojo različico še ene Madonnine pesmi, singla »Material Girl«. Nato je izvedla še dve lastni verziji pesmi, ki jih je že prej izdala Janet Jackson, in sicer »Nasty« in »Black Cat«. Ta del koncerta je končala s svojo verzijo pesmi Sonnyja & Cher, »The Beat Goes On«, med nastopom pa je bilo uporabljenih veliko svetlobnih učinkov. Po plesni točki je zapela pesem z albuma, »I Will Be There«, in svojo verzijo Journeyjeve pesmi »Open Arms«, nastopa pa je končala na vrhu stopnic, kjer se je občinstvu še nasmehnila. Po nastopu s pesmijo »Sometimes« je občinstvu še pomahala in zapustila oder, nato pa je, oblečena v rožnato majico, rožnato minikrilo in črne dokolenke, izvedla še pesem »...Baby One More Time«.
Dodatek k turneji, organiziran leta 2000, se je pričel s plesalci, ki so na oder vstopili iz šolskih omaric in tam ostali, dokler ni zazvonilo. Vsi so sedli in počakali, dokler ženska, oblečena v učiteljico, ni poklicala njihovega imena. Potem je učiteljica poklicala še Britney Spears, ta pa je na oder vstopila s stopnic iz velikega oblaka dima, oblečena v top in bele raztegljive hlače ter izvedla kratek plesni remix pesmi »...Baby One More Time«. Nato je vstopila v eno izmed šolskih omaric ter izstopila na drugi strani in pričela peti pesem »(You Drive Me) Crazy«. Nato se je na kratko pogovorila z občinstvom, potem pa je izvedla pesmi »Born to Make You Happy« in »I Will Be There«. Po kratki plesni točki je Britney Spears na oder prišla na lebdeči mehanični čarobni preprogi in izvedla pesem »Don't Let Me Be the Last to Know«. Ko se je vrnila na oder, je izvedla še eno pesem iz svojega takrat prihajajočega albuma, in sicer pesem »Oops!... I Did It Again«. Nato je zopet naslovila občinstvo in pričela s točko, imenovano »Kdo je ultimatni lomilec src?«, med katero so plesalci iz občinstva izbrali fanta ter ga povabili na oder. Britney Spears se je kasneje na odru pojavila oblečena v jakno iz džinsa in fantu posvetila pesem »From the Bottom of My Broken Heart«. Nato je snela svojo jakno in razkrila črne hlače, na katerih je bilo skicirano tudi rdeče srce, nato pa nastopila s pesmijo »The Beat Goes On«. Po še dveh točkah, ki so ju predstavili njeni spremljevalni plesalci in glasbena skupina, Britney Spears pa je izvedla pesem »Sometimes«. Nazadnje so izvedli še bolj plesno točko »...Baby One More Time«.

## Sprejem kritikov
Turnejo so glasbeni kritiki sprejeli v glavnem pozitivno. Jeffrey Haney iz revije Deseret News je koncert opisal kot »zabaven in bleščeč.« Novinar revije USA Today je nastop Britney Spears na koncertu opisal kot »gotov in energičen«. Jim Farber iz revije Daily News je menil, da ima Britney Spears dve osebnosti, prikazani na koncertu, ena izmed teh poje pesmi z njenega albuma, druga pa je nekoliko bolj resna in poje pesmi drugih izvajalcev. Dodal je tudi: »Britney Spears ima svojo temačno stran, ki izraža njeno željo po zrelejši karieri.« Jae-Ha Kim iz revije Chicago Sun-Times je napisal, da Britney Spears »pokaže, zakaj je tekmica blondink, kot so Christina Aguilera, Jessica Simpson in Mandy Moore. Aguilera ima morda boljši glas (in grammyja, ki to potrdi), vendar ima Spearsova tisti faktor, zaradi katerega deluje ena izmed tistih kraljic preteklosti, kot na primer Farrah Fawcett.« Adam Graham iz revije Central Michigan Life je menil, da »čeprav koncert sestavlja le deset pesmi in so že od začetka dvomili o pristnosti njenega glasu, je bilo zelo težko ignorirati tisti dobri občutek.« Dave Tianen iz revije Milwaukee Journal Sentinel je verjel, da je bil koncert »energičen, duhovit, zmernega tempa in svetel.« Jane Ganahl iz revije San Francisco Chronicle je dejala, da »morda nekatere zabava, vendar je pravzaprav samo še eden izmed zmontiranih glasbenikov - večji poudarek je na embalaži kot na dejanskem talentu.«

## Kritike zaradi petja
Med turnejo so Britney Spears velikokrat kritizirali, saj naj ne bi pela v živo. Slednja je za revijo Rolling Stone o obtožbah kasneje povedala:
Slike na projekciji se menjavajo nekoliko prepočasno, zato pozorni opazovalci lahko opazijo, da se vse skupaj ne ujema. Mislim, da to ljudi zmede. Vendar pojem vse pesmi. In to prekleto dobro. [...] Ker sem včasih med koncertom, kjer veliko plešem, popolnoma brez sape, imamo znak, s katerim želim povedati, da skoraj umiram in naj mi pomagajo. Verjemite, vse bi dala za koncert, na katerem bi samo sedela in pela.

## Posnetki
20. aprila 1999 so koncert v havajski vasi Hilton v Honoluluju, Havaji, snemali. Nastop je bil ob začetku turneje Crazy 2K nekoliko spremenjen, med drugim so nastopajoči nosili drugačne kostume. 5. junija 2000 je posnetek izšel v specialki preko kanala Fox Broadcasting Company. Specialka je bila v tistem letu predvajana še večkrat. 21. novembra 2001 je založba Jive Records izdala DVD Live and More!, ki je vključeval tudi Foxovo specialko. DVD je kasneje za 300.000 prodanih kopij izvodov prejel platinasto certifikacijo s strani organizacije Recording Industry Association of America (RIAA).

## Spremljevalni glasbeniki
- C-Note (Severna Amerika) (samo izbrani koncerti)[26]
- Steps (Severna Amerika) (samo izbrani koncerti)[27]
- Boyz N Girlz United (Severna Amerika) (samo izbrani koncerti)[20]
- P.Y.T. (Severna Amerika) (samo izbrani koncerti)[28]
- Michael Fredo (Severna Amerika) (samo izbrani koncerti)[20]
- Third Storee (Severna Amerika) (samo izbrani koncerti)[20]
- Sky (Kanada) (samo izbrani koncerti)[27]
- LFO (Severna Amerika) (samo izbrani koncerti)[29]
- Bosson (Severna Amerika) (samo izbrani koncerti)[30]
- Destiny's Child (Havaji)[31]

## Seznam pesmi
1. »(You Drive Me) Crazy«
2. »Soda Pop«
3. »Born to Make You Happy«
4. »From the Bottom of My Broken Heart«
5. »Vogue« (plesna točka)
6. Mešano:
  1.  »Material Girl«
  2.  »Black Cat«
  3.  »Nasty«
7. »The Beat Goes On«
8. »Spoznajte plesalce« (plesna točka)
9. »I Will Be There«
10. »Open Arms«
11. »Sometimes«
12. »...Baby One More Time«

1. »Šola kliče« (uvodni nastopi)
2. »(You Drive Me) Crazy« (vsebuje elemente pesmi »...Baby One More Time«)
3. »Born to Make You Happy«
4. »I Will Be There«
5. »Priročna založba Jive« (plesna točka)
6. »Don't Let Me Be the Last to Know«
7. »Oops!...I Did It Again«
8. »Kdo je ultimatni lomilec src?« (nastopajoča točka)
9. »From the Bottom of My Broken Heart«
10. »The Beat Goes On«
11. »Spoznajte plesalce« (plesna točka)
12. »Spoznajte band« (nastopajoča točka)
13. »Sometimes«
14. »...Baby One More Time«

Vir:

## Datumi koncertov
| Severna Amerika    |                   |                         |                                      |
| 28. junij 1999     | Pompano Beach     | Združene države Amerike | Pompano Beach Amphitheatre           |
| 29. junij 1999     | Tampa             | Združene države Amerike | USF Sun Dome                         |
| 1. julij 1999      | Atlanta           | Združene države Amerike | Atlanta Civic Center                 |
| 2. julij 1999      | Myrtle Beach      | Združene države Amerike | Hiša bluesa                          |
| 3. julij 1999      | Doswell           | Združene države Amerike | Paramount Theatre                    |
| 5. julij 1999      | Bethel            | Združene države Amerike | Max Yasgur's Farm                    |
| 6. julij 1999      | Washington, D.C.  | Združene države Amerike | DAR Constitution Hall                |
| 7. julij 1999      | New York City     | Združene države Amerike | Hammerstein Ballroom                 |
| 8. julij 1999      | Hershey           | Združene države Amerike | Star Pavilion at Hersheypark Stadium |
| 9. julij 1999      | Scranton          | Združene države Amerike | Montage Mountain Amphitheater        |
| 10. julij 1999     | Darien Center     | Združene države Amerike | Darien Lake Theme Park Resort        |
| 11. julij 1999     | Schenectady       | Združene države Amerike | Proctor's Theatre                    |
| 13. julij 1999     | Hamilton          | Kanada                  | Copps Coliseum                       |
| 14. julij 1999     | Toronto           | Kanada                  | Molson Amphitheatre                  |
| 16. julij 1999     | Ottawa            | Kanada                  | WordPerfect Theatre at Corel Centre  |
| 17. julij 1999     | Montreal          | Kanada                  | Molson Centre                        |
| 20. julij 1999     | Winnipeg          | Kanada                  | Centennial Concert Hall              |
| 21. julij 1999     | Saskatoon         | Kanada                  | Saskatchewan Place                   |
| 22. julij 1999     | Edmonton          | Kanada                  | Skyreach Centre                      |
| 23. julij 1999     | Calgary           | Kanada                  | Canadian Airlines Saddledome         |
| 25. julij 1999     | Vancouver         | Kanada                  | General Motors Place                 |
| 26. julij 1999     | Seattle           | Združene države Amerike | Seattle Center Arena                 |
| 27. julij 1999     | Hillsboro         | Združene države Amerike | DeMar Batchelor Amphitheater         |
| 29. julij 1999     | Oakland           | Združene države Amerike | Paramount Theatre                    |
| 30. julij 1999     | Paso Robles       | Združene države Amerike | California Mid-State Fair Grandstand |
| 31. julij 1999     | Universal City    | Združene države Amerike | Universal Amphitheatre               |
| 3. avgust 1999     | Brighton          | Združene države Amerike | Bromley Companies Stage              |
| 4. avgust 1999     | Denver            | Združene države Amerike | Paramount Theatre                    |
| 6. avgust 1999     | Arlington         | Združene države Amerike | AT&T Music Mill Amphitheater         |
| 7. avgust 1999     | Houston           | Združene države Amerike | Aerial Theater                       |
| 8. avgust 1999     | New Orleans       | Združene države Amerike | Lakefront Arena                      |
| 11. avgust 1999    | Memphis           | Združene države Amerike | Mud Island Amphitheater              |
| 11. avgust 1999    | Nashville         | Združene države Amerike | Grand Ole Opry House                 |
| 13. avgust 1999    | Eureka            | Združene države Amerike | Old Glory Amphitheater               |
| 14. avgust 1999    | Omaha             | Združene države Amerike | Ak-sar-Ben Coliseum                  |
| 15. avgust 1999    | Sioux Falls       | Združene države Amerike | W.H. Lyon Fairgrounds Grandstand     |
| 17. avgust 1999    | Rosemont          | Združene države Amerike | Rosemont Theatre                     |
| 18. avgust 1999    | Columbus, Ohio    | Združene države Amerike | Veterans Memorial Auditorium         |
| 19. avgust 1999    | Fairlea           | Združene države Amerike | State Fair Event Center              |
| 20. avgust 1999    | Adrian            | Združene države Amerike | Lenawee County Fair                  |
| 21. avgust 1999    | Orlando           | Združene države Amerike | Hard Rock Live                       |
| 25. avgust 1999    | Indianapolis      | Združene države Amerike | Egyptian Room                        |
| 26. avgust 1999    | Cleveland         | Združene države Amerike | Nautica Stage                        |
| 27. avgust 1999    | Mason             | Združene države Amerike | Timberwolf Amphitheatre              |
| 29. avgust 1999    | Upper Darby       | Združene države Amerike | Tower Theatre                        |
| 30. avgust 1999    | Essex Junction    | Združene države Amerike | Champlain Valley Fair Grandstand     |
| 1. september 1999  | Boston            | Združene države Amerike | FleetBoston Pavilion                 |
| 2. september 1999  | Syracuse          | Združene države Amerike | Mohegan Sun Grandstand               |
| 3. september 1999  | Wallingford       | Združene države Amerike | Oakdale Theatre                      |
| 4. september 1999  | Baltimore         | Združene države Amerike | Pier 6 Pavilion                      |
| 5. september 1999  | Allentown         | Združene države Amerike | Allentown Fairgrounds Grandstand     |
| 10. september 1999 | Salt Lake City    | Združene države Amerike | Utah State Fair Grandstand           |
| 11. september 1999 | Hutchinson        | Združene države Amerike | KSF Grandstand                       |
| 12. september 1999 | Detroit           | Združene države Amerike | State Theatre                        |
| 14. september 1999 | Allegan           | Združene države Amerike | ACC Grandstand                       |
| 15. september 1999 | York              | Združene države Amerike | Grandstand at the York Fair          |
| Severna Amerika    |                   |                         |                                      |
| 8. marec 2000      | Pensacola         | Združene države Amerike | Pensacola Civic Center               |
| 9. marec 2000      | Birmingham        | Združene države Amerike | BJCC Coliseum                        |
| 10. marec 2000     | North Little Rock | Združene države Amerike | Alltel Arena                         |
| 12. marec 2000     | Memphis           | Združene države Amerike | Pyramid Arena                        |
| 13. marec 2000     | Louisville        | Združene države Amerike | Freedom Hall                         |
| 14. marec 2000     | Auburn Hills      | Združene države Amerike | The Palace of Auburn Hills           |
| 15. marec 2000     | Cincinnati        | Združene države Amerike | Firstar Center                       |
| 19. marec 2000     | Grand Rapids      | Združene države Amerike | Van Andel Arena                      |
| 20. marec 2000     | Moline            | Združene države Amerike | The MARK of the Quad Cities          |
| 21. marec 2000     | Madison           | Združene države Amerike | Kohl Center                          |
| 22. marec 2000     | Rosemont          | Združene države Amerike | Allstate Arena                       |
| 23. marec 2000     | Rosemont          | Združene države Amerike | Allstate Arena                       |
| 25. marec 2000     | Worcester         | Združene države Amerike | Worcester's Centrum Centre           |
| 26. marec 2000     | Baltimore         | Združene države Amerike | Baltimore Arena                      |
| 27. marec 2000     | Albany            | Združene države Amerike | Pepsi Arena                          |
| 29. marec 2000     | Greensboro        | Združene države Amerike | Greensboro Coliseum                  |
| 31. marec 2000     | Tampa             | Združene države Amerike | St. Pete Times Forum\|Ice Palace     |
| 1. april 2000      | Miami             | Združene države Amerike | American Airlines Arena              |
| 2. april 2000      | Daytona Beach     | Združene države Amerike | Ocean Center                         |
| 4. april 2000      | New Orleans       | Združene države Amerike | New Orleans Arena                    |
| 6. april 2000      | Greenville        | Združene države Amerike | BI-LO Center                         |
| 7. april 2000      | Roanoke           | Združene države Amerike | Roanoke Civic Center                 |
| 8. april 2000      | Charleston        | Združene države Amerike | Charleston Civic Center              |
| 20. april 2000     | Honolulu          | Združene države Amerike | Hilton                               |

### Prodaja
| Prizorišče      | Mesto       | Število prodanih vstopnic / število vstopnic na voljo | Zaslužek  |
| --------------- | ----------- | ----------------------------------------------------- | --------- |
| Lakefront Arena | New Orleans | 10.000 / 10.000 (100%)                                | 278.845 $ |
| Pyramid Arena   | Memphis     | 16.906 / 16.906 (100%)                                | 578.845 $ |